# Araon号
Araon号是韩国自行设计建造的首艘破冰船，世宗科学基地和张保皋科学基地两个南极科学考察站的科考船。“ARAON”是韩语“大海”和“全部”两个单词发音组合而成，有穿越世界所有海洋的意思。
2004年，韩国海洋研究院、韩国海事技术株式会社和三星重工进行了Araon号的初步设计。最终设计由韩国海洋研究院极地研究所与STX造船海洋在2005-2006年间完成。2007年1月，韩进重工釜山影岛区船厂正式开始建造该船，并于2009年6月11日完工下水，同年12月正式服役。2009年12月，Araon号首次赴南极执行历时88天的勘探任务，后赴北冰洋考察。
Araon号长111米，宽19米，高9.9米，总吨位6959，造价1080亿韩圆。Araon号配有2台船机，最高功率可达6800马力，是同级别船只马力的3到4倍，能在1米厚的冰层中以每小时5.5公里的速度航行。为了能够极地海洋破冰前行，Araon号船首部分由4厘米厚度的高强度特殊钢材制成，并配有防止甲板冻冰的“热阻丝”。Araon号装备有能够使船体360度旋转的螺旋桨装置和利用声波还原海底三维形状的“多频音波探测机”等100多种总价值27亿韩圆的海洋研究设备。此外，Araon号还配有直升飞机起落平台以及机库等设施。Araon号可以搭载60名研究员，25名水手，进行连续70天的海上研究工作。